# Монт (Верхние Пиренеи)
Монт (фр. и окс. Mont) — коммуна во Франции, находится в регионе Юг — Пиренеи. Департамент — Верхние Пиренеи. Входит в состав кантона Бордер-Лурон. Округ коммуны — Баньер-де-Бигор.
Код INSEE коммуны — 65317.

## География
Коммуна расположена приблизительно в 690 км к югу от Парижа, в 120 км юго-западнее Тулузы, в 55 км к юго-востоку от Тарба.

## Климат
Климат умеренно-океанический с солнечной тёплой погодой и обильными осадками на протяжении практически всего года.

## Население
Население коммуны на 2010 год составляло 32 человека.
| 1962 | 1968 | 1975 | 1982 | 1990 | 1999 | 2010 |
| ---- | ---- | ---- | ---- | ---- | ---- | ---- |
| 34   | 30   | 18   | 11   | 21   | 36   | 32   |

## Администрация
| Период | Период | Фамилия        | Партия | Примечания |
| ------ | ------ | -------------- | ------ | ---------- |
| 2001   | 2020   | Доминик Тукуэр |        |            |

## Экономика
В 2010 году среди 27 человек трудоспособного возраста (15-64 лет) 17 были экономически активными, 10 — неактивными (показатель активности — 63,0 %, в 1999 году было 68,2 %). Из 17 активных жителей работали 17 человек (11 мужчин и 6 женщин), безработных не было. Среди 10 неактивных 2 человека были учениками или студентами, 6 — пенсионерами, 2 были неактивными по другим причинам.

## Достопримечательности
- Церковь Св. Варфоломея (XII век) и пристройки к ней (башня и часовня). Исторический памятник с 1910 года[4]

## Фотогалерея
- Церковь Св. Варфоломея
- Церковь Св. Варфоломея
- Карта коммуны